# Transporte Estrela Azul
Transporte Estrela Azul, mais conhecida apenas por Estrela Azul, foi uma empresa brasileira de transporte coletivo urbano da cidade do Rio de Janeiro.
A mesma possuía sede em Vila Isabel e uma segunda garagem situada em Sampaio. Atuava na Grande Tijuca ligando os bairros da região às zonas Sul e Norte e os bairros do subúrbio ao Centro.
Após a padronização imposta pelo poder público municipal em 2010, deixou suas cores originais e adotou as cores dos consórcios Intersul e Internorte.
Devido à greve de funcionários e dificuldades financeiras, encerrou suas atividades em 2019, repassando suas linhas aos consórcios onde a mesma atuava.